# Drohung (Spieltheorie)
Drohung ist die glaubhafte Ankündigung einer unangenehmen Maßnahme gegen jemanden, um ihn in seiner zukünftigen Handlungsweise so zu beeinflussen, dass daraus ein eigener Vorteil erlangt werden kann.

## Hintergrund und Umfeld
Basierend auf der Betrachtung von Gesellschaftsspielen wird der Begriff in der Spieltheorie (als Disziplin der mathematischen Wirtschaftstheorie) zur Untersuchung von Strategien für einzelne Akteure einer spieltheoretischen Problemstellung herangezogen.
Innerhalb der sequentiellen Spiele stellt die Handlung der Drohung einen bedingten strategischen Zug dar. 
Dabei wird zur Erreichung eines subjektiv sinnvollen Spielergebnisses die eigene Reaktion auf die zuvor erfolgende Aktion der Anderen noch vor dieser festgelegt. Die  Festlegung des eigenen Vorgehens wird als Antwortregel bezeichnet.
Diese Einschränkung des eigenen Entscheidungsspielraumes auf eine vordefinierte Regel stellt Bedingungen an die Aktion des Gegenspielers und damit an den weiteren Spielablauf. Daher die Einteilung der Drohung als Handlung innerhalb der bedingten strategischen Züge.
Die Festlegung auf ein Reaktionsmuster stellt zunächst eine eigene Einschränkung dar, die mittels ihrer Wirkung innerhalb der Handlungsabfolgen sich zum eigenen Vorteil entwickeln wird.
Das Gegenstück zur Drohung ist das  Versprechen. Im Gegensatz zur Drohung wird hier mittels positiver Auswirkungen eine Handlungsbeeinflussung des Spielpartners angestrebt.

## Spieltheoretische Wirkung
Besitzt ein Spieler nicht den Vorteil des ersten Zuges, so kann er sich durch die Festlegung auf bestimmte Folgehandlungen dennoch einen strategischen Vorteil sichern, indem er versucht, den Gegenspieler in dessen erstem Zug zu beeinflussen.
Dazu wird eine Bedingung formuliert, auf deren Erfüllung eine negative Auswirkung folgen soll – die Drohung. Durch diese Bedingung und deren damit verbundene Folgen wird die Vielfalt der Entscheidungsvarianten so reduziert, dass die übrigen Varianten den eigenen Vorteil ermöglichen.
Der Einsatz einer Drohung ist nur sinnvoll, wenn der Gegner die Handlungsalternative wählen soll, die er ohne die Drohung sehr wahrscheinlich nicht gewählt hätte. Andernfalls ist die Drohung unnötig und dient nur der zusätzlichen Absicherung. Aus diplomatischer Sicht ist das Versprechen sehr wahrscheinlich das geeignetere Mittel.
Entscheidend ist, dass der Gegenspieler davon ausgeht, dass die negative Auswirkung auch durchgesetzt wird. Hat er an der Glaubwürdigkeit des Drohenden ernsthafte Zweifel, verliert die Drohung entsprechend an Beeinflussungskraft.

## Prämissen
Damit eine Drohung ihre Wirkung erzielen kann, ist es notwendig, dass sie folgende Voraussetzungen erfüllt: 
Wirksamkeit und Eignung müssen gegeben sein. Der Inhalt der Drohung muss für den Bedrohten eine negative Auswirkung besitzen. Wenn man beispielsweise einem chronischen Schulschwänzer mit Unterrichtsverweis  droht, wird man kaum eine konstruktive Mitarbeit erreichen.
Glaubwürdigkeit ist notwendig. Der Spielpartner muss davon ausgehen können, dass die Drohung im Falle der Nicht-Kooperation erfüllt wird. Weiterhin muss sichergestellt sein, dass die Drohung dem Gegenspieler bekannt ist.

## Varianten der Drohung
Man unterteilt die Drohung zunächst nach der durch sie beabsichtigten Reaktion bzw. Aktion des Gegenspielers in erzwingende oder abschreckende Drohung. Darüber hinaus existiert noch der destruktive Fall der leeren Drohung.

### Erzwingende Drohung
Soll der Gegenspieler aufgrund der Drohung eine bestimmte Handlung bevorzugt ausführen bzw. soll eine gezielte Handlungsalternative gewählt werden, so handelt es sich um eine erzwingende Drohung.
Beispiel: Ein Beispiel für die erzwingende Drohung kann die Aufforderung an ein Schulkind sein, die Hausaufgaben zu machen. Andernfalls wird ein Fernsehverbot durchgesetzt. Die Eltern schränken ihre eigene Handlungsfreiheit (Zulassen oder Verbieten von Fernsehen) auf die Verweigerungsalternative ein. Die Bedingung dafür liegt in der Aufforderung an das Kind, seine Hausaufgaben zu erledigen, also eine bestimmte Handlungsweise aus den verschiedenen Alternativen (Spielen, Freunde besuchen, Radfahren, …) auszuwählen.

### Abschreckende Drohung
Soll der Spielpartner, im Gegensatz zur Erzwingung, von einer Handlungsalternative Abstand nehmen, so handelt es sich um eine abschreckende Drohung.
Die Bestrafung von Soldaten auf Befehlsverweigerung steht beispielhaft für die abschreckende Drohungen. Der Soldat wird mit der Bestrafung (negative Auswirkung) davon abgeschreckt, zu desertieren (Bedingung). Er wählt sehr wahrscheinlich die vom Befehlsgeber gewünschte Alternative des Gehorsams.

### Leere Drohung
Sofern eine angekündigte Drohung eine ihrer Prämissen nicht erfüllt, wird sie unwirksam. Die damit unwirksame Ankündigung der negativen Auswirkung wird damit beim Gegenspieler keine Wirkung erzielen. Man spricht dabei von einer leeren Drohung. Die Drohung bedarf also einer wirksamen negativen Auswirkung und der Glaubwürdigkeit, dass diese bei Erfüllung der Bedingung erfüllt wird.
Beispielsweise ist es ungeeignet, eine Drohung auszusprechen, wenn die eigene Selbstverpflichtung in der Verfolgung einer für einen selbst dominierten Strategie besteht. In diesem Fall ist die Auswirkung der Selbstverpflichtung zwar für den Gegenspieler mit negativen Auswirkungen verbunden und daher wirksam und wahrscheinlich auch geeignet, jedoch die Androhung mittels selbstschädigender Handlung lässt die Drohung unglaubwürdig erscheinen.